# Daniel Šperl
Daniel Šperl (* 12. dubna 1966, Tábor) je český fotograf, kameraman a historik.

## Život
Po absolvování gymnázia studoval na Českém vysokém učení technickém, na Institutu výtvarné fotografie a na FAMU. Po roce 2000 nastoupil na FAMU do doktorského studijního programu. Strávil řadu měsíců na studijních pobytech v USA, Japonsku a Francii.
V listopadu 2019 v pražské Galerii Leica pokřtil knihu Amerika.

## Kurátor výstav
- Miloslav Kubeš : člověče, kdo jsi? : výstava černobílých dokumentárních fotografií Miloslava Kubeše z šedesátých let dvacátého století, kurátor Daniel Šperl, 2006 Kino Světozor, Praha; dále uvedeno:

- 2008 Dům umění Opava, Opava, 15. leden - 17. únor 2008,
- 2008 České centrum Nizozemí, Maastricht, Nizozemí,
- 2009 České centrum Tokio, Japonsko,
- 2011 Paris Photo, Paříž, Francie,
- 2014 Židovská synagoga, Plzeň,
- 2020 Kavárna Prostoru_, Praha 6.